# 趙遐齡
趙遐齡（？年—？年），順天府大興縣人，由遵川運例報捐吏目，嘉慶二年署四川順慶府岳池縣典史。是一位政治人物，明清時曾在四川順慶府岳池縣（位於今四川東北部，武周萬歲通天二年分南充、相如二縣置，是一個千年古縣）擔任官吏。